# سمیحان النابت
سمیحان النابت (عربی: سميحان النابت؛ زادهٔ ۲۷ مارس ۱۹۹۶) بازیکن فوتبال اهل عربستان سعودی است.
وی همچنین در تیم ملی فوتبال عربستان سعودی بازی کرده‌است.